# São Jerônimo da Caridade (diaconia)
São Jerônimo da Caridade (em latim, Sancti Hieronymi a Caritate in via Iulia) é uma diaconia instituída em 5 de fevereiro de 1965 pelo Papa Paulo VI, por meio da constituição apostólica Cum antiquissimi tituli.
Sua igreja titular é San Girolamo della Carità.

## Titulares protetores
- Giulio Bevilacqua (1965)
- Antonio Riberi, título pro illa vice (1967)
- Paolo Bertoli (1969-1973)
- Pietro Palazzini (1974-1983); título pro illa vice (1983-2000)
- Jorge María Mejía (2001-2011); título pro hac vice (2011-2014)
- Miguel Ángel Ayuso Guixot (2019-2024)